# David Crawshay
David Crawshay (Melbourne, 11 agosto 1979) è un canottiere australiano, vincitore della medaglia d'oro nel 2 di coppia a Pechino 2008, assieme a Scott Brennan.

## Palmarès
- Olimpiadi

Pechino 2008: oro nel 2 di coppia.
- Campionati del mondo di canottaggio

2009 - Poznań: argento nel 4 di coppia.
2010 - Cambridge: bronzo nel 4 di coppia.
2015 - Aiguebelette-le-Lac: argento nel 4 di coppia.